# Horace McCoy
Horace McCoy (ur. 14 kwietnia 1897 w Pegram, w Tennessee, zm. 15 grudnia 1955 w Hollywood) – amerykański pisarz, autor krótkiej powieści Czyż nie dobija się koni? (They Shoot Horses, Don’t They?, 1935), sfilmowanej w 1969 roku, o wyczerpującym maratonie tanecznym w czasach Wielkiego Kryzysu.

## Życiorys
Był synem Jamesa Harrisa i Nancy Holt McCoyów. Był uczestnikiem I wojny światowej, służył w lotnictwie amerykańskim we Francji, za co otrzymał francuski Krzyż Wojenny. Po wojnie był redaktorem w dziale sportowym "Dallas Journal". W końcu lat 20. jego opowiadania zaczęły zamieszczać popularne sensacyjne czasopisma. Był też aktorem w teatrach Dallas. Wraz z dyrektorem swojego teatru przeniósł się do Hollywood, gdzie pisał scenariusze westernów i melodramatów kryminalnych (np. Ma w ramionach cały świat). Był też bramkarzem na molo w Santa Monica, gdzie znalazł inspirację dla swojej słynnej powieści. Innym znanym jego utworem jest powieść w stylu noir Kiss Tomorrow Goodbye (1948), sfilmowana z Jamesem Cagneyem w roli głównej.
Miał dwie żony i trójkę dzieci. W 1921 roku ożenił się z Loline Scherer, pierwszą spikerką radiową w Teksasie. Mieli jedno dziecko. Po rozwodzie w 1928, w 1933 zawarł małżeństwo z Helen Vinmont, która dała mu dwoje dzieci. Zmarł w Beverly Hills w wyniku ataku serca.